# Toleranzkirche (Holčovice)

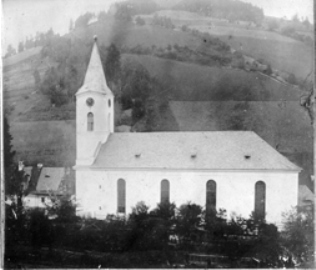
Evangelische Toleranzkirche Hillersdorf

Die Toleranzkirche war die evangelische Kirche in Holčovice (deutsch Hillersdorf), einer zum Okres Bruntál gehörende Gemeinde in der Region Mährisch-Schlesien in Tschechien. Der 1782 errichtete Kirchenbau wurde 1974 zugunsten eines Kindergartenbaus abgerissen.

## Geschichte
Der in den Hussitenunruhen des mittleren 15. Jahrhunderts untergegangene Ort Hillersdorf wurde 1558 neu gegründet und erhielt in den Jahren 1604 bis 1605 auf Veranlassung des Grundherrn, Jaroslaw von Skrbensky, eine aus Holz errichtete evangelische Kirche. Im Zuge der Gegenreformation wurde diese Kirche 1671 auf Anordnung des Landeshauptmanns von Schlesien, Karl Eusebius von Liechtenstein,  dem katholischen Ritus überantwortet und schließlich 1773 durch einen barocken Neubau ersetzt. Mit dem 1781 von Joseph II. erlassenen Toleranzpatent erhielten auch die Protestanten wieder das Recht auf einen eigenen Kirchenbau, zu dem am 14. Februar 1782 staatlicherseits die Baugenehmigung erteilt wurde. Die Grundsteinlegung der „Toleranzkirche“ erfolgte am 10. April 1782, ihre Einweihung bereits am 20. Oktober 1782. 1784 folgten der Bau der evangelischen Schule und 1785 des Pfarrhauses. In den Jahren 1849 bis 1851 erhielt die Kirche ihren Turmbau.
Zur originalen Ausstattung der Kirche gehörten ein barocker Kanzelaltar mit den Statuen der vier Evangelisten von der Hand des schlesischen Holzschnitzers Franz Proske aus dem benachbarten Hermannstadt und dem Bild „Christus am Ölberg“ sowie eine Orgel von 16 Registern des Orgelbauers Hǒřcička.